# Juri Schachmuradow
Juri Awanessowitsch Schachmuradow (russisch Юрий Аванесович Шахмурадов; * 27. Februar 1942 in Cəbrayıl (auch Dschäbrajil), Aserbaidschanische SSR, Sowjetunion) ist ein ehemaliger sowjetischer Ringer. Er wurde 1970 Weltmeister im freien Stil im Mittelgewicht.

## Werdegang
Juri Schachmuradow begann als Jugendlicher mit dem Ringen. Er konzentrierte sich dabei auf den freien Stil. Nachdem er durch Erfolge im nationalen Bereich auf sich aufmerksam gemacht hatte, wurde er zu einem Ringerzentrum nach Machatschkala in Dagestan delegiert, wo er von Ilja Drajew trainiert wurde. Bei einer Größe von 1,75 Meter begann er als Leichtgewichtler, wuchs aber im Laufe seiner Karriere über das Weltergewicht in das Mittelgewicht hinein.
1966 wurde Juri Schachmuradow erstmals bei einer internationalen Meisterschaft, der Europameisterschaft in Karlsruhe, eingesetzt. Er startete im Weltergewicht und holte sich mit Siegen über Marek Grob, Polen, Reinhard Zeiher, Bundesrepublik Deutschland, Károly Bajko, Ungarn und Turan Aladschikow, Bulgarien und einem Unentschieden gegen Mahmut Atalay, Türkei, gleich den Titel.
Auch 1967 wurde Juri Schachmuradow in der gleichen Gewichtsklasse Europameister. Auf dem Weg zu diesem Erfolg rang er in seinem ersten Kampf gegen Mahmut Atalay wieder unentschieden und besiegte danach Turan Aladschikow, Osvaldo Ferrari, Italien und Károly Bajko. In der Endabrechnung hatte er einen Fehlpunkt weniger als Mahmut Atalay.
Bei den Weltmeisterschaften 1966 und 1967 vertrat jeweils Guliko Sagaradse im Weltergewicht die sowjetischen Farben. Dieser belegte bei beiden Weltmeisterschaften den 2. Platz.
1968 wurde Juri Schachmuradow sowjetischer Meister im Weltergewicht und konnte deshalb bei den Olympischen Spielen in Mexiko-Stadt für die Sowjetunion an den Start gehen. Bei diesem Turnier siegte er über Mukhtiar Singh aus Indien, Brian Heffel aus Kanada und Angel Sotirow aus Bulgarien. In der 4. Runde wurde er von Daniel Robin aus Frankreich geschultert und in der 5. Runde rang er gegen Tatsuo Sasaki aus Japan unentschieden. Damit hatte er mehr als die zulässige Anzahl von 6 Fehlerpunkten und musste ausscheiden. In der Endabrechnung kam er auf den 6. Platz.
Nach einer Gewichtsklassenreform durch den Ringer-Weltverband FILA rang er ab 1969 in der Mittelgewichtsklasse. Er war in dieser Gewichtsklasse bei der Europameisterschaft in Sofia am Start. In Sofia gewann er mit Siegen über Jimmy Martinetti, Schweiz, Vahit Uysal, Türkei, Horst Stottmeister, DDR, Vasile Iorga, Rumänien und Károly Bajko zum dritten Mal den Europameistertitel. Bei der Weltmeisterschaft kam er wieder nicht zum Einsatz.
1970 konnte Juri Schachmuradow in Edmonton dann erstmals bei einer Weltmeisterschaft starten. Er überzeugte dort voll und gewann mit Siegen über Jan Wypiórczyk, Polen, Jim Gouws, Vereinigte Staaten, Horst Stottmeister und Iwan Iliew, Bulgarien, einem Unentschieden gegen Tatsuo Sasaki und einem Sieg über Vasile Iorga den Titel.
Danach kam Juri Schachmuradow bei keiner internationalen Meisterschaft mehr zum Einsatz. In der Sowjetunion beherrschte ab diesem Zeitpunkt in seiner Gewichtsklasse der Georgier Lewan Tediaschwili das Geschehen. Juri Schachmuradow studierte Sportwissenschaften und schloss dieses Studium mit der Promotion ab. Danach wurde er Trainer in der Sowjetunion bzw. in Russland. Viele Jahre lang war er Cheftrainer der russischen Frauen-Nationalmannschaft und führte viele russische Ringerinnen zu großen internationalen Erfolgen. Als Beispiel sei Natalja Worobjowa genannt, die 2012 in London  Olympiasiegerin wurde.

## Internationale Erfolge
| Jahr | Platz | Wettbewerb                | Gewichtsklasse | Ergebnisse |
| 1964 | 2.    | Intern. Turnier in Tiflis | Leicht         | hinter Abdollah Movahed, Iran, vor Selidse, UdSSR und Dimitrow, Bulgarien |
| 1966 | 1.    | EM in Karlsruhe           | Welter         | nach Siegen über Marek Grob, Polen, Reinhard Zeiger, Bundesrepublik Deutschland, Károly Bajko, Ungarn und Turan Aladschikow, Bulgarien und einem Unentschieden gegen Mahmut Atalay, Türkei     |
| 1967 | 1.    | EM in Istanbul            | Welter         | nach einem Unentschieden gegen Mahmut Atalay und Siegen über Turan Aladschikow, Osvaldo Ferrari, Italien und Károly Bajko                                                                      |
| 1968 | 6.    | OS in Mexiko-Stadt        | Welter         | nach Siegen über Mukhtiar Singh, Indien, Brian Heffel, Kanada und Angel Sotirow, Bulgarien, einer Niederlage gegen Daniel Robin, Frankreich und einem Unentschieden gegen Tatsuo Sasaki, Japan |
| 1969 | 1.    | EM in Sofia               | Mittel         | nach Siegen über Jimmy Martinetti, Schweiz, Vahit Uysal, Türkei, Horst Stottmeister, DDR, Vasile Iorga, Rumänien und Károly Bajko                                                              |
| 1970 | 1.    | WM in Edmonton            | Mittel         | nach Siegen über Jan Wypiórczyk, Polen, Jim Gouws, USA, Horst Stottmeister und Iwan Iliew, Bulgarien und einem Unentschieden gegen Tatsuo Sasaki                                               |

Erläuterungen
- alle Wettkämpfe im freien Stil
- OS = Olympische Spiele, WM = Weltmeisterschaft, EM = Europameisterschaft
- Leichtgewicht bis 1968 bis 70 kg, Weltergewicht bis 78 kg, Mittelgewicht ab 1969 bis 82 kg Körpergewicht